# 村上春樹ハイブ・リット
『村上春樹ハイブ・リット』（むらかみはるきハイブリット）は、村上春樹編・訳のCDブック。

## 概要
2008年11月、アルクより出版された。総合監修は柴田元幸。装丁はクラフト・エヴィング商會。朗読CD2枚付き。書籍は左ページが英語、右ページが日本語という体裁になっている。
タイトルにある「ハイブ・リット」は版元の造語。hybrid（混成の）とliterature（文学）の合成語で、文学を楽しみながら多面的にすぐれた英語に親しめるCD-BOOKの呼称という（アルク公式ウェブサイトより）。村上は「翻訳の神様」というまえがきを書いている。

## 収録作品
On the Rainy River／レイニー河で
著者ティム・オブライエン。『本当の戦争の話をしよう』（文藝春秋、1990年10月）にて村上訳初出。朗読は作者であるティム・オブライエン本人。
A Small, Good Thing／ささやかだけれど、役にたつこと
著者レイモンド・カーヴァー。『文學界』1988年10月号にて村上訳初出。『THE COMPLETE WORKS OF RAYMOND CARVER 3　大聖堂』（中央公論社、1990年5月）に収録されている。朗読はグレッグ・デール。
Lederhosen／レーダーホーゼン
著者村上春樹。『回転木馬のデッド・ヒート』（講談社、1985年10月）が初出。それをアルフレッド・バーンバウムが一部手を加えて英訳し、『Granta』1992年冬号に発表した。村上はバーンバウム・ヴァージョンを日本語にさらに「翻訳」し、『象の消滅 短篇選集 1980-1991』（新潮社、2005年3月）に収録した。本書に収められた日本語のテキストも、同じく重訳版である。朗読はジャック・マルジ。